# Mulhousien
Pigeon d'utilité mulhousien
Le Mulhousien, à l'origine nommé Pigeon d'utilité mulhousien, est une race de pigeon domestique originaire de France. C'est une race classée comme pigeon de forme.

## Origine et historique
La création de la race du Mulhousien commence à la fin du XIXe siècle. La Société Ornithologique de Mulhouse, fondée en 1893, travaille sur diverses sélections. Des pigeons de ferme très rustiques et connus depuis le XVIe siècle dans le sud de l'Alsace sont croisés avec le Strasser, le Lynx, l'Alouette de Cobourg et un pigeon voyageur permettent d'obtenir la race au tout début du XXe siècle. La standard de celle-ci est créé en 1907. Le Mulhousien est classé dans la catégorie « pigeon de forme ».
La race, tout juste créée, a failli disparaître en raison des deux grandes guerres. Affaibli par la Première Guerre mondiale, elle apparaît tout de même lors d'une exposition en 1921 à Mulhouse. Mais la Seconde Guerre mondiale a failli anéantir tout le travail mené. Devenue très rare, ce sont les efforts de deux éleveurs qui permettent de la sauver et ses effectifs sont remontés depuis,.
À l'origine, elle était nommée « Pigeon d'utilité mulhousien » en raison de sa productivité.

## Description
C'est un oiseau de taille moyenne, pouvant atteindre une longueur de 40 cm et pesant entre 600 et 700 g. Le corps est court et large aux épaules. La tête est bombée sur un cou moyen. La queue est de longueur moyenne avec les plumes serrées. Plusieurs couleurs sont disponibles chez cette race. Les oiseaux ont un œil de coq (iris orangé ou rouge) mais les animaux blancs ont un œil de vesce (iris noir),.

## Élevage
C'est une race productive et prolifique. Un couple peut donner 8 à 9 couvées de deux pigeonneaux par an. Les oiseaux sont bagués avec des bagues de 10 mm.

## Standard
Créé en 1907, le standard est réactualisé dans les années 1970. Il est géré par la France.
Le Club Français du Mulhousien est fondé en 2004.